# عمود رماد بركاني

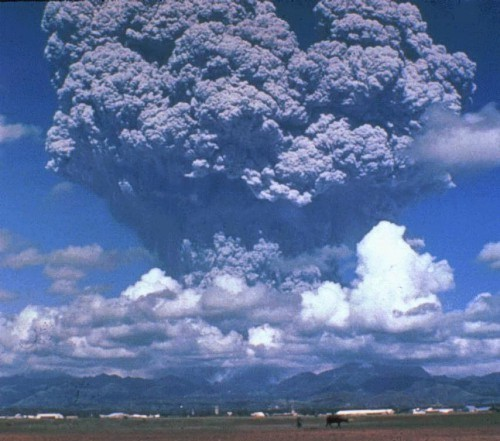
عمود رماد بركاني فوق جبل بيناتوبو في الفلبين

يتكون عمود الرماد البركاني من رماد بركاني ساخن مُنبعث أثناء ثورة بركانية انفجارية. ويتخذ الرماد شكل عمود يبلغ طوله العديد من الكيلومترات في الهواء فوق قمة البركان.